# Planik
Planik (olaszul: Magresina) egy lakatlan szigetecske az Adriai-tengerben, Horvátországban.

## Fekvése
Planik Pag szigetétől nyugatra, Olib, Maun és Vir között fekszik. A sziget a dinári irányt követve északnyugat-délkeleti irányban nyúlik el. Hosszúsága 2,4 km, legnagyobb szélessége 0,6 km. Területe 1,1 km². Mészkőből épül fel. Partvonalának hossza 6 km. Felszíne növényzettel borított.